# Arturo Rodríguez (militar)
Arturo Rodríguez fue un militar mexicano con idealismo villista que participó en la Revolución mexicana. Nació en Durango. En 1910 se unió a la causa maderista, al lado de Francisco Villa. Participó en la Batalla de Las Escobas y en el ataque a la plaza de Chihuahua, donde fueron rechazados por las fuerzas del general federal Juan J. Navarro. Se mantuvo al lado del general Francisco Villa en la campaña para combatir a los orozquistas. Llegó a formar parte de la escolta de "Dorados". Murió en abril de 1916 luchando contra las tropas estadounidenses de John J. Pershing, al norte de Parral, Chihuahua. 